# Karl Gordon Henize
Karl Gordon Henize (* 17. Oktober 1926 in Cincinnati, Ohio; † 5. Oktober 1993 auf dem Mount Everest, Nepal) war ein US-amerikanischer Astronaut und Astronom.

## Ausbildung
Henize erhielt 1947 einen Bachelor in Mathematik und 1948 einen Master in Astronomie von der University of Virginia, während er am McCormick Observatory forschte. 1954 erhielt er von der University of Michigan einen Ehrendoktortitel in Astronomie.
Von 1948 bis 1951 war Henize Astronom im Auftrag des Observatoriums der University of Michigan am Lamont-Hussey-Observatorium in Bloemfontein in Südafrika. 1954 kam er ans Mount-Wilson-Observatorium nach Kalifornien und von 1956 bis 1959 war er am Smithsonian Astrophysical Observatory. Ab 1959 unterrichtete Henize Astronomie an der Northwestern University. Nebenbei betrieb er weiter seine astronomischen Forschungen, unter anderem am Mount-Stromlo-Observatorium in Australien.
Henize arbeitete mit verschiedenen optischen Ultraviolett-Teleskopen, die während des Gemini-Programms und auf der Raumstation Skylab zum Einsatz kamen. Er leitete mehrere Arbeitsgruppen der NASA und der IAU zur Entwicklung von Teleskopen, unter anderem für das Spacelab.

## Astronautentätigkeit
Henize wurde im August 1967 von der NASA als Wissenschaftsastronaut ausgewählt. Während seiner Ausbildung absolvierte er auch ein 53-wöchiges Flugtraining auf der Vance Air Force Base in Oklahoma. Er war Mitglied der Unterstützungsmannschaften für die Missionen Apollo 15, Skylab 2, 3 und 4.

### STS-51-F
Am 29. Juli 1985 startete Henize als Missionsspezialist mit der Raumfähre Challenger zur Spacelab-2-Mission (STS-51-F) in den Weltraum. Es war der erste Flug des europäischen Raumlabors ohne Druckmodul – die Experimente (in der Hauptsache in den Disziplinen Astronomie und Astrophysik) waren auf drei Paletten im Laderaum der Challenger installiert gewesen. Die Besatzung arbeitete im Zwei-Schicht-Betrieb, um eine möglichst hohe Ausnutzung der Experimente zu erzielen.

## Tod
Karl Henize starb am 5. Oktober 1993 im Alter von 66 Jahren beim Versuch, die Nordwand des Mount Everest zu besteigen. Als Todesursache wurde ein Höhenlungenödem angegeben. Er hinterließ seine Frau und vier Kinder.